# Aniplus
Aniplus（ANIPLUS）是一家位於韓國的東亞付費電影電視和動漫發行商。成立於2004年9月10日。

## 簡介

### 覆蓋範圍
截至2019年，韓國有2309萬戶家庭可以透過有線電視、IPTV和衛星網路觀看“ANIPLUS”頻道。而在新加坡、馬來西亞、泰國、印尼共有1400萬戶家庭透過下列的方式觀看“ANIPLUS ASIA”頻道。在2020年，ANIPLUS ASIA服務延伸至菲律賓、越南和香港。2021年4月1日，ANIPLUS Asia與Astro Go的合同完結，故停止了在馬來西亞的服務。而ANIPLUS Asia與菲律賓的Royal Cable的傳輸合約將於2022年10月1日完結。
臺灣及香港區域方面，2019年開始分別與香港nowTV及台灣iQIYI愛奇藝合作，並開始上架與Aniplus Asia代理相關的產品。首部與日本同步播映的動畫是2022年的-《金裝的維爾梅～瀕臨留級的學生與最強災害掉入魔法世界～》，其後有不少日本動畫如《艦隊Collection 總有一天，在那片海》、《萬事屋齋藤先生轉生異世界》(台灣)/Lycoris Recoil 莉可麗絲 (香港)、《魔法少女毀滅者》等也先後在nowTV及愛奇藝同步上架。
在台灣，Aniplus Asia於2023年7月開始與巴哈姆特動畫瘋進行合作，首部合作作品為8月11日官宣的《文豪野犬 第五季》。
2023 年 4 月，Aniplus 与 KC Global Media Entertainment 达成了收购Animax韩国业务的交易。该交易于同年 6 月获得批准。具体数字并未披露，但接近交易的消息人士称，交易金额约为 460 亿韩元。 

### 各地合作平台
| 地區                            | 電視台                          | 服務計劃                                                  |
| Aniplus Asia 付費電視及隨選視訊 | Aniplus Asia 付費電視及隨選視訊 | Aniplus Asia 付費電視及隨選視訊                           |
| ------------------------------- | ------------------------------- | --------------------------------------------------------- |
| 新加坡                          | Singtel TV (340)                | 單頻或娛樂基本頻道組合                                    |
| 印尼                            | UseeTV                          | 高級會員                                                  |
| 印尼                            | Dens.TV                         | 高級會員                                                  |
| 印尼                            | 印尼數字家庭(518&929)           | Paket Essential                                           |
| 印尼                            | TransVision(361)                | TVBox 月費                                                |
| 菲律賓                          | SKY Cable(139)                  | 110 SD channels 46 HD channels                            |
| 菲律賓                          | SatLite TV(85)                  | Load 499                                                  |
| 泰國                            | AIS PLAY(452)                   | 付費會員（已結束合作）                                    |
| Aniplus Asia 隨選視訊           |                                 |                                                           |
| 香港                            | now TV                          | 亞洲娛樂組合（自選服務於2024年6月30日終止播放並結束合作） |
| 台灣                            | 中華電信MOD                     | 影劇館                                                    |
| 馬來西亞                        | Unifi TV                        | 付費會員                                                  |
| Aniplus Asia OTT 服務平台       |                                 |                                                           |
| 東南亞                          | Bilibili EN                     | 大會員                                                    |
| 東南亞                          | Crunchyroll                     | 付費會員                                                  |
| 台灣                            | 愛奇藝                          | 免費／VIP                                                 |
| 台灣                            | Hami Video                      | 影劇館（首集免費，其餘付費會員）                          |
| 台灣                            | KKTV                            | 免費                                                      |
| 台灣                            | friDay影音                      | 免費                                                      |
| 台灣                            | MyVideo                         | 部分免費（前2集免費，其餘付費會員）                       |
| 台灣、香港、澳門                | 巴哈姆特動畫瘋                  | 免費／年齡限制                                            |
| 越南                            | FPT Play                        | -                                                         |